# Centro di chirurgia pediatrica di Entebbe
Il Centro di chirurgia pediatrica di Entebbe è un ospedale pediatrico, centro di eccellenza per la chirurgia pediatrica, costruito da Emergency a Entebbe, l'antica capitale dell'Uganda.

## Posizione
L'ospedale si trova nel villaggio di Banga, nella zona nord-occidentale di Entebbe, nel distretto di Wakiso, nella regione centrale dell'Uganda. Si affaccia sulla riva orientale della Nakiwogo Bay del lago Vittoria e dista circa 40 km in direzione sud-ovest dalla capitale Kampala e circa 9 km verso nord dall'Aeroporto Internazionale di Entebbe.

## Storia e costruzione

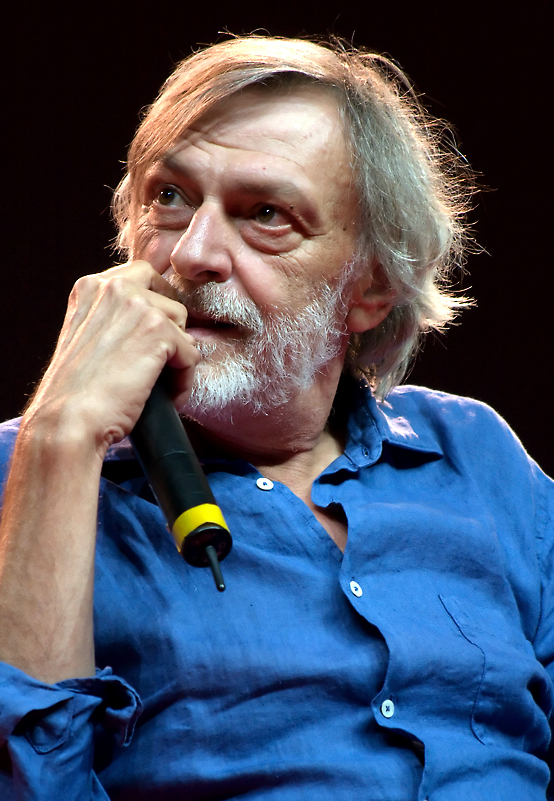
Il fondatore di Emergency Gino Strada (foto del 2010)

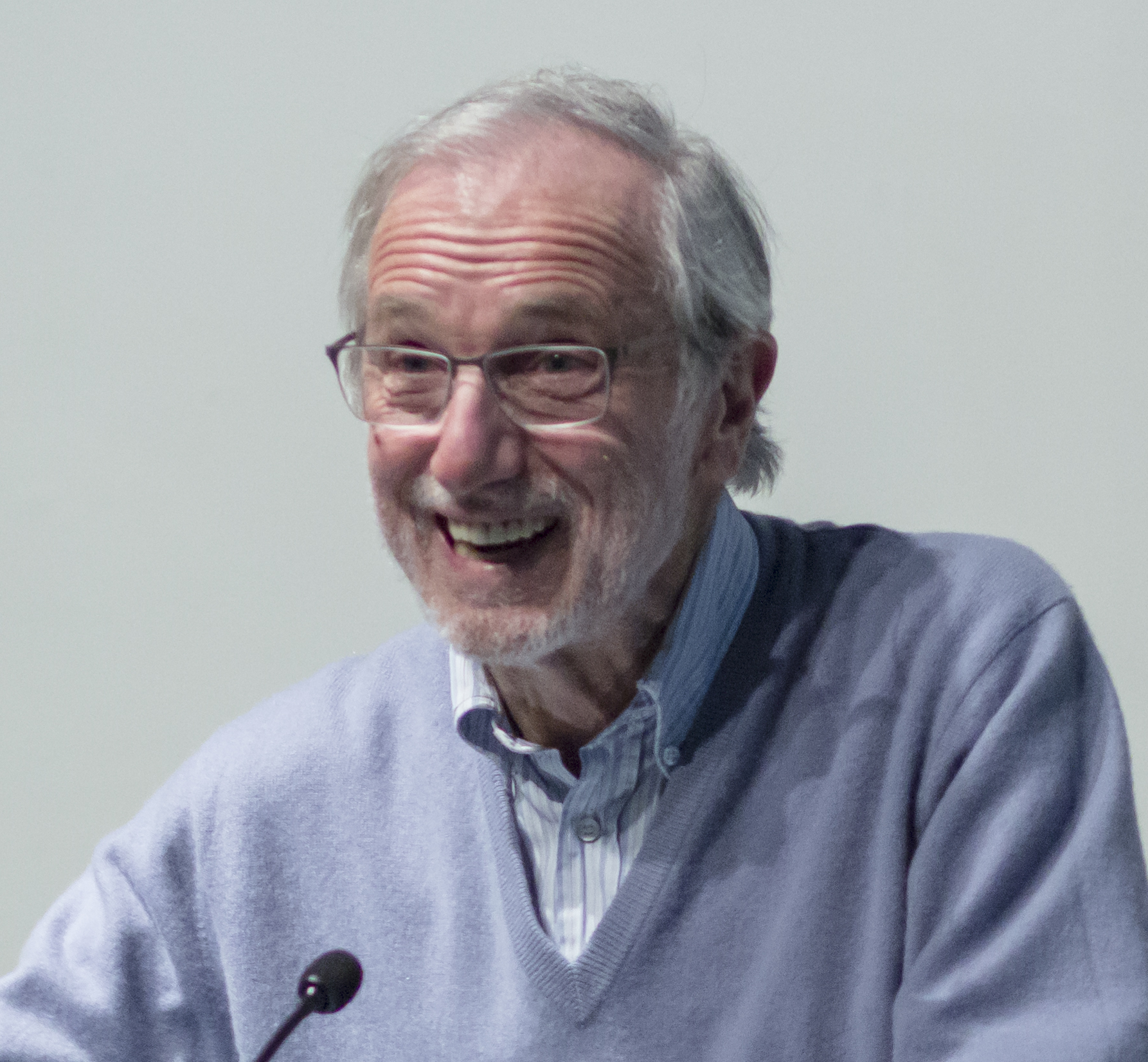
Il progettista dell'ospedale pediatrico di Entebbe Renzo Piano (foto del 2015)

La costruzione dell'ospedale, finanziata completamente dalla Ong italiana Emergency, è iniziata nel febbraio del 2017 e il centro è diventato operativo nell'aprile del 2021. Il terreno su cui si trova il centro è stato donato dal governo ugandese. Il costo della costruzione è stato di 117 miliardi di scellini ugandesi (circa 29 milioni di euro).
Il centro nasce da una idea di Gino Strada, il fondatore di Emergency, di voler realizzare un ospedale "scandalosamente bello", ma al tempo stesso moderno ed efficiente ed ispirato da criteri di sostenibilità. La "bellezza" in contrapposizione alla logica molto in voga negli ambienti umanitari del "meglio cher niente" e la "sostenibilità" in rispetto all'ambiente socio-economico in cui il centro si andava a porre.
L'intero complesso è stato progettato, pro bono, dall'architetto di fama mondiale Renzo Piano e dal suo Studio RPBW (Renzo Piano Building Workshop), in collaborazione con lo Studio TAMassociati di Venezia e la Building Division di EMERGENCY. L'obiettivo della progettazione è stato quello di coniugare i due aspetti solitamente antitetici di bellezza ed efficienza con un terzo aspetto rappresentato dalla sostenibilità ambientale della costruzione.
Nel rispetto di quanto sopra i muri portanti dell'edificio sono stati realizzati utilizzando la terra cruda che si trovava in abbondanza nel cantiere impiegando una tecnica antica chiamata pisè opportunamente modificata allo scopo. La tecnica originale prevede di compattare la terra o argilla, con eventuale aggiunta di paglia, all'interno di casseformi in cui viene lasciata a seccare ed indurire. Questa tecnica è stata modificata sulla base di sperimentazioni e test condotti sul luogo preparando campioni e mockup coinvolgendo ingegneri e chimici. I risultati sono interessanti perché rispetto ai valori riportati in letteratura della terra battuta, si è ottenuto un risultato moltiplicato per dieci della resistenza meccanica del materiale che lo rende perfettamente adatto alla funzione di muro portante resistente alla compressione. In sostanza sono stati aggiunti alla terra cruda una percentuale di inerti secondo
una determinata curva granulometrica: sabbia, ghiaia e poi fibre per contenere gli effetti del ritiro, una piccola quantità di cemento Portland e altri additivi industriali Mapei già in produzione. Inoltre in superficie è stato effettuato un trattamento con silossani, per ridurre l'assorbimento di acqua pur permettendo la traspirazione.
L'altro elemento fondamentale della progettazione sostenibile è la copertura. Il tetto è costituito da una struttura sospesa a baldacchino che sostiene 2.500 pannelli. Questo sistema garantirà all'ospedale un'alimentazione elettrica autonoma durante il giorno, inoltre il fotovoltaico, “galleggiante”, posto a una certa altezza sopra l'edificio, consente il passaggio dell'aria e garantisce ombra per la costruzione e per i percorsi scoperti di collegamento fra i vari blocchi dell'edificio.
Ultimo elemento, non meno importante, della progettazione è il giardino di 30 x 30 metri posto al centro del complesso e visto come un elemento di aiuto per il recupero e la guarigione dei piccoli pazienti. Nel giardino sono stati piantati 350 alberi. A questo scopo, siccome in Uganda è difficile trovare alberi completamente cresciuti, e non esistono vivai, è stato necessario creare un vivaio in casa nel cantiere stesso dei lavori. Utilizzando la tecnica dell'air-pot, le piante sono state coltivate in grandi vasi realizzati con rete metallica e iuta, che nel giro di due anni sono raddoppiate in dimensioni. Terminato il cantiere, gli alberi sono stati piantati nel giardino, che coprirà un'area a forma di "C" su cui si affacciano le due ali principali, la prima contenente le attività diagnostiche, gli ambulatori e le corsie sul lato opposto, e poi il blocco operatorio fra le due a formare la "C". Gli alberi sono specie del genere  Jacaranda.

## Struttura
Il centro offre cure gratuite di eccellenza in chirurgia pediatrica in un paese dove più della metà della popolazione ha meno di 15 anni e il tasso di mortalità dei bambini sotto i cinque anni è di 43 ogni 1.000 nati vivi (dati 2021).  L’obiettivo più a lungo termine del centro è quello di diventare un punto di riferimento non solo per i bambini ugandesi, ma per tutti i bambini con necessità chirurgiche dell'intera Africa.
Il Centro di chirurgia pediatrica di Entebbe è il secondo ospedale dell'African Network of Medical Excellence (ANME), un'iniziativa di Emergency nata nel 2009 insieme a 11 paesi africani (ad oggi, aprile 2025, 15 paesi africani), con l'obiettivo di sviluppare una rete di strutture di alta qualità che rispondano a specifici bisogni sanitari su base regionale.
L'ospedale dispone di 9.700 m² di superficie ed è dotato delle seguenti strutture:
- 3 sale operatorie,
- 1 sala sterilizzazione,
- reparto terapia intensiva,
- reparto terapia subintensiva,
- aree ricovero con 72 posti letto:
  - 6 in terapia intensiva;
  - 16 terapia sub-intensiva;
  - 50 posti letto in corsia.
- reparto pronto soccorso,
- 6 ambulatori,
- radiologia,
- laboratorio e banca del sangue,
- TAC,
- farmacia,
- amministrazione,
- servizi ausiliari,
- foresteria,
- accoglienza e guardia medica,
- area didattica,
- area giochi all'aperto.

Dall'inizio della sua attività (aprile 2021) ad oggi (aprile 2025) il centro ha visitato oltre 35.000 bambini di età media inferiore ai 6 anni effettuando oltre 5.000 interventi chirurgici.

## Formazione
Uno degli obiettivi a lungo termine del centro è quello di aiutare la formazione di giovani medici e infermieri ugandesi qualificati, che possano contribuire a migliorare l'assistenza sanitaria del paese. Al momento (aprile 2025) nel centro operano circa 430 persone, di cui quasi 200 sono medici, infermieri e altri operatori sanitari. Gli ugandesi costituiscono il 90% del personale mentre il rimanente 10% è composto da internazionali provenienti da tutto il mondo.